# Aurélio Denegri

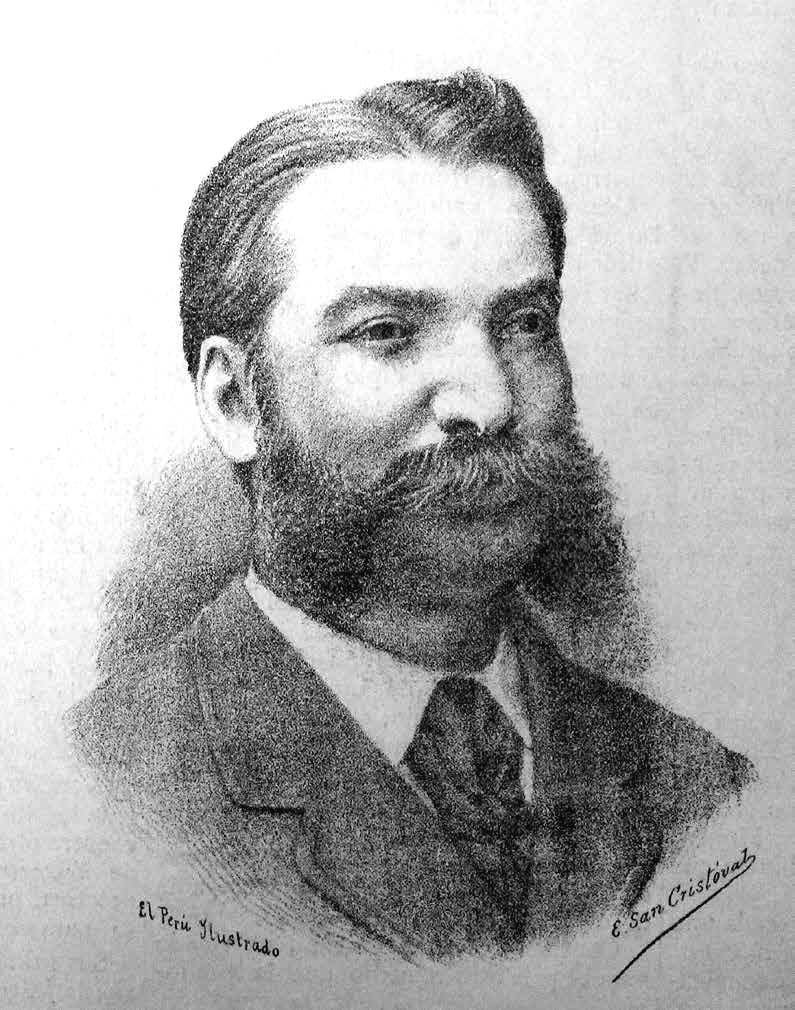
Aurélio Denegri Valega

Aurélio Denegri Valega (* 3. September 1840 in Lima; † 19. Februar 1909 ebenda) war ein peruanischer Politiker, der unter anderem 1881 sowie erneut zwischen 1887 und 1889 Premierminister von Peru war.

## Leben
Denegri war Unternehmer und löste 1874 José Simeón Tejeda als Bürgermeister von Lima, ehe er 1875 von Francisco Rosas Balcázar in diesem Amt abgelöst wurde. Er war vom 29. bis zum 31. Oktober 1879 erstmals Minister für Finanzen und Handel (Ministro de Hacienda y Comercio). Am 12. März 1881 übernahm er während der Amtszeit von Staatspräsident Manuel Francisco García-Calderón y Landa erstmals das Amt als Premierminister von Peru und verblieb bis November 1881 auf diesem Posten. Zugleich fungierte er zwischen dem 12. März und 20. Juli 1881 abermals als Minister für Finanzen und Handel.
Während der Amtszeit von Staatspräsident Andrés Avelino Cáceres war Denegri zwischen 1886 und 1890 Zweiter Vizepräsident. Daneben war er als Nachfolger von Raymundo Morales Arias zwischen dem 8. November 1887 und seiner Ablösung durch José Mariano Jiménez Wald am 8. März 1889 abermals Premierminister Perus. Zugleich war er vom 8. November 1887 bis zum 8. März 1889 Minister für Inneres und Polizei (Ministro de Gobierno y Policía) sowie Minister für öffentliche Arbeiten.

## Weblink
- Eintrag in rulers.org